# Deflation (Geomorphologie)

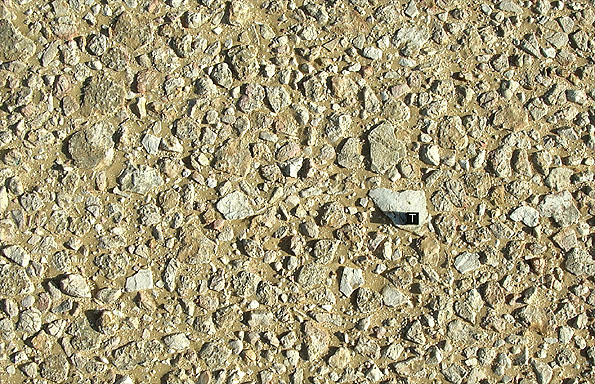
Durch Abwehen des verwitterten Gesteinsmaterials entstandenes Steinpflaster in einem Deflationsbecken der Wüste Rub al-Chali auf der arabischen Halbinsel

Deflation (deutsch: Abblasung) bezeichnet in der Geomorphologie die Auswehung von Lockermaterial durch den Wind (äolischer Transport). Der Vorgang wird durch fehlende Vegetation begünstigt. Hält der Prozess länger an, kann eine Deflationswanne entstehen. Deflationsprozesse sind an vielen äolischen Formungen beteiligt, etwa an der Bildung von Yardangs oder Deflationsterrassen. 
Bodennahe Winde lassen saltierende (springende) Partikel wie Sandstrahler wirken. Bei diesem erosiven Prozess, der als Korrasion bezeichnet wird, entstehen häufig die für Trockengebiete typischen Windkanter.

## Beispiel Dänemark
Sandflucht (dänisch sandflugt) prägte bereits im 3. Jahrtausend v. Chr. einige Küstenabschnitte und beeinflusste die Lebensbedingungen der Menschen. Geologische Schichten und archäologische Funde lassen auf periodisch auftretende Versandung schließen. Die jüngste Phase datiert auf 1500 bis 1850 n. Chr. Flugsand verwüstete landwirtschaftliche Flächen und Dörfer in Jütland. Die Bewohner waren gezwungen, ins Hinterland zu ziehen.
Andererseits gab es vereinzelte Bemühungen, die ausgelaugten Dünen- und Heideflächen wieder zu besiedeln und den Lebensunterhalt durch eine Kombination aus Landwirtschaft, Fischerei und Handwerk zu bestreiten. Die Siedlung Vangså in Thy ist ein Resultat dieser Dünenkolonisierung.

## Bilder

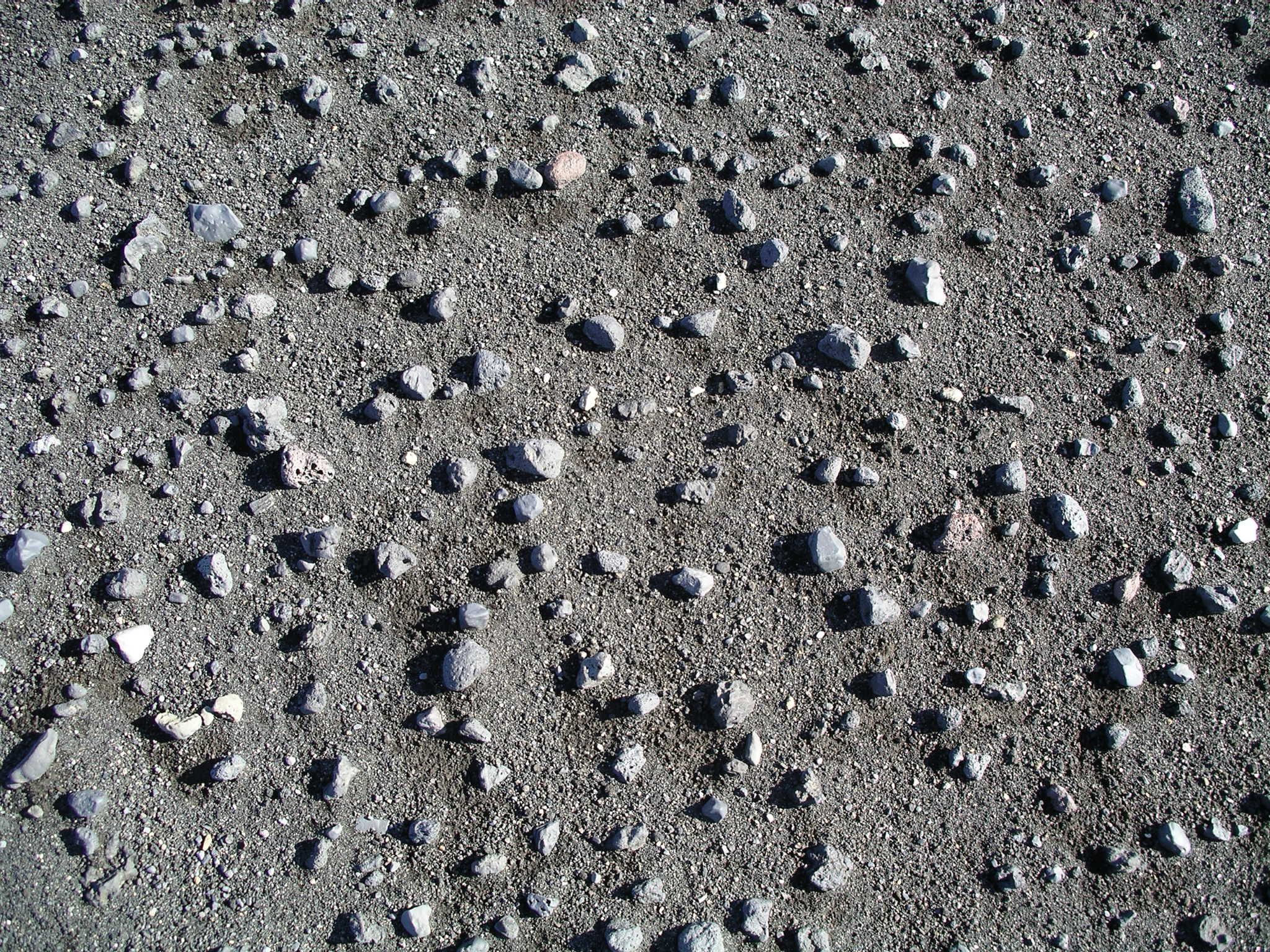
Sanderfläche Mýrdalssandur, Süd-Island
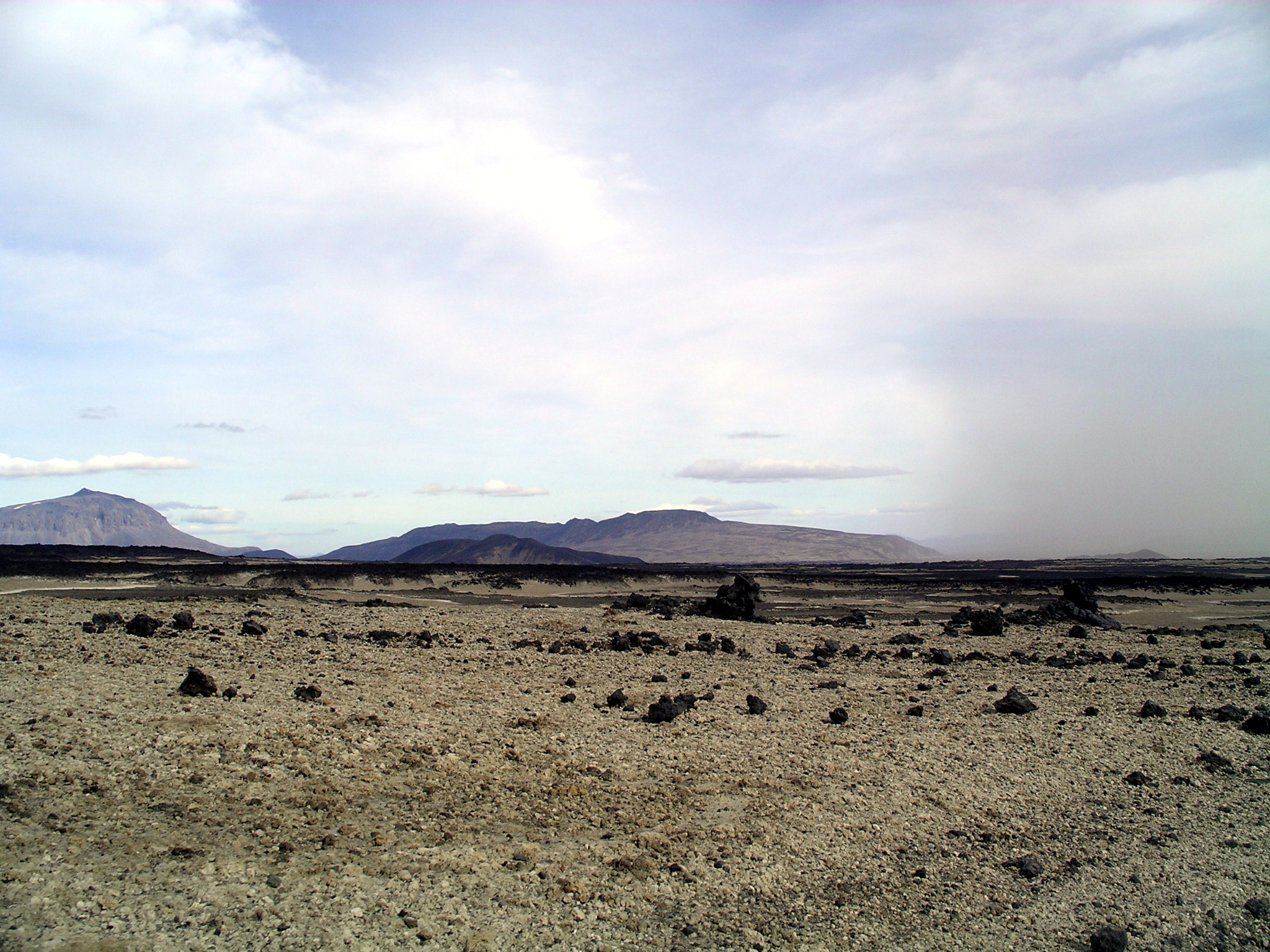
Äolischer Transport von Sediment am Fuß des Askja, isländisches Hochland
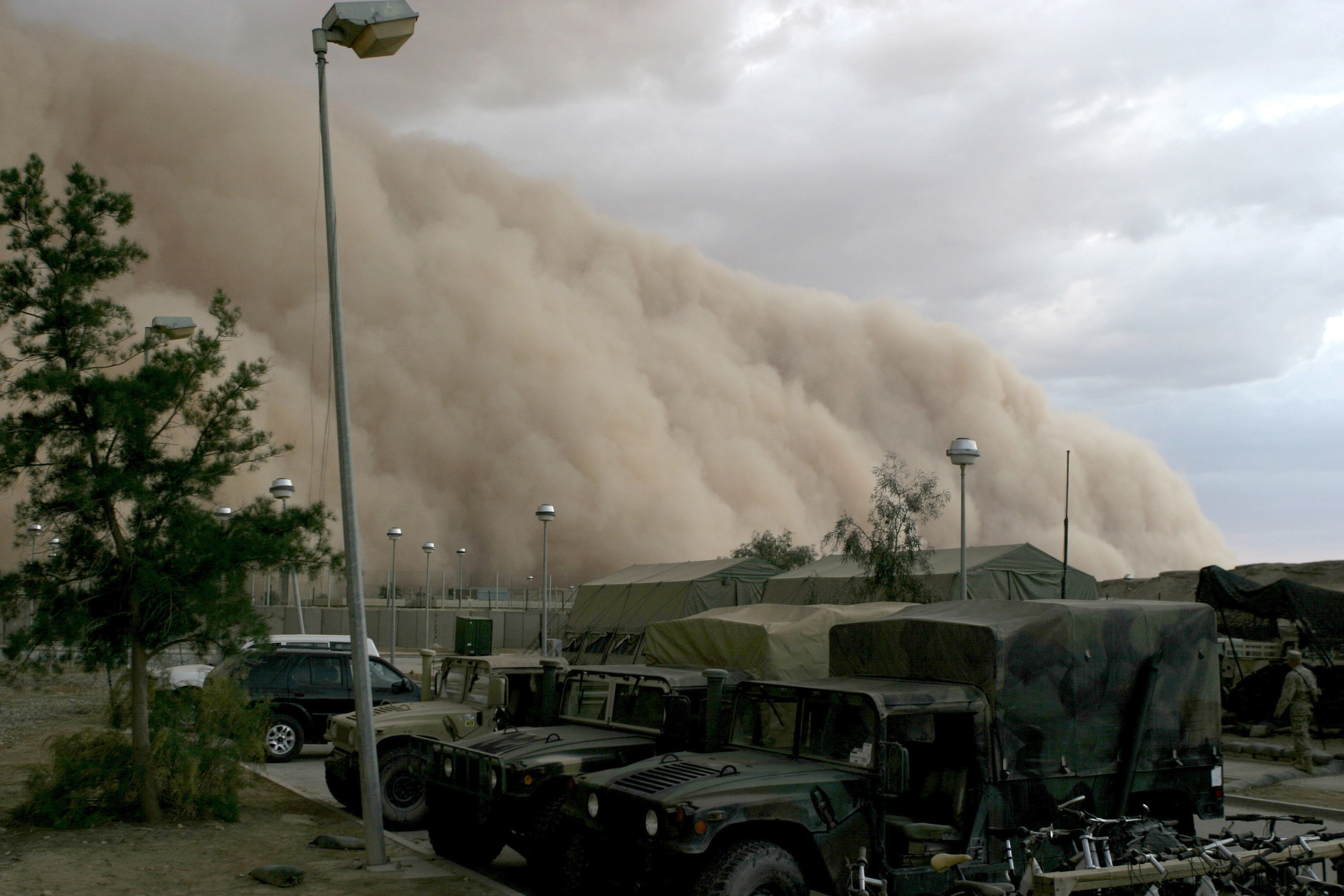
Sandsturm im Irak